# Любовь Астреи и Селадона
«Любовь Астреи и Селадона» (фр. Les Amours d'Astrée et de Céladon) — последний фильм французского режиссёра Эрика Ромера. Снят в 2007 году по пасторальному роману «Астрея». Посвящён памяти режиссёра Пьера Зукка.
Премьера прошла в конкурсной программе Венецианского кинофестиваля 2007 года. Актёр Энди Жиллет за воплощение образа пастуха Селадона получил «Золотую звезду» французских киножурналистов.

## Сюжет
Действие фильма происходит в Галлии V века, вдали от римской цивилизации. Из долины Форе оно перенесено в другое место за невозможностью передать аутентичность происходящего в изменённом современной урбанизацией пейзаже. Персонажи пасторали изображены такими, как их представляли себе читатели XVII века.
Безумно влюблённые друг в друга пастух Селадон и пастушка Астрея вынуждены таиться по причине давней вражды их семей. По совету Астреи Селадон делает вид, что его сердце принадлежит другой девушке. На сельском празднике обманутая лживым соперником Астрея обвиняет невинного Селадона в измене и тот в отчаянии бросается в реку. Едва не погибшего юношу спасают нимфы. С их помощью, переодевшийся в женское платье Селадон, добивается встречи со своей возлюбленной.

## В ролях
- Энди Жилет — Селадон
- Стефани Крейянкур — Астрея
- Сесиль Кассель — Леонида
- Вероника Реймонд — Галатея
- Розетт — Сильвия
- Жослин Киврен — Лисидас
- Матильда Моснье — Филис
- Родольф Поли — Гилас
- Серж Ренко — Адамас
- Артур Дюпон — Семире
- Присцилла Галлан — Аминте